# Елдерейдо (Вісконсин)
Елдерейдо (англ. Eldorado) — місто (англ. town) в США, в окрузі Фон-дю-Лак штату Вісконсин. Населення — 1399 осіб (2020).

## Демографія
Згідно з переписом 2010 року, у місті мешкали 1462 особи в 539 домогосподарствах у складі 443 родин. Було 566 помешкань
Расовий склад населення:
| - 98,3 % — білих - 0,2 % — корінних американців - 0,2 % — чорних або афроамериканців - 0,2 % — азіатів |

До двох чи більше рас належало 0,3 %. Частка іспаномовних становила 1,0 % від усіх жителів.
За віковим діапазоном населення розподілялося таким чином: 23,3 % — особи молодші 18 років, 62,5 % — особи у віці 18—64 років, 14,2 % — особи у віці 65 років та старші. Медіана віку мешканця становила 42,9 року. На 100 осіб жіночої статі у місті припадало 101,4 чоловіків;  на 100 жінок у віці від 18 років та старших — 105,7 чоловіків також старших 18 років.
Середній дохід на одне домашнє господарство  становив 78 138 доларів США (медіана — 75 517), а середній дохід на одну сім'ю — 86 202 долари (медіана — 82 841). Медіана доходів становила 49 211 долар для чоловіків та 34 592 долари для жінок. За межею бідності перебувало 2,3 % осіб, у тому числі 1,1 % дітей у віці до 18 років та 5,6 % осіб у віці 65 років та старших.
Цивільне працевлаштоване населення становило 924 особи. Основні галузі зайнятості: виробництво — 21,3 %, освіта, охорона здоров'я та соціальна допомога — 15,5 %, будівництво — 14,1 %.